# Cool Patrol (låt)
Cool Patrol är en låt av det amerikanska komedibandet Ninja Sex Party som släpptes som deras femtonde singel den 18 oktober 2016. Låten är med på deras sjätte studioalbum Cool Patrol, släppt den 17 augusti 2018.